# Justicia sangrienta
Justicia sangrienta (título original: Blood Shot) es una película estadounidense de acción, comedia y terror de 2013, dirigida por Dietrich Johnston, que a su vez la escribió, musicalizada por Kyle Newmaster, en la fotografía estuvo Adam Biddle y los protagonistas son Brennan Elliott, Michael Bailey Smith y Brad Dourif, entre otros. El filme fue producido por Infinite Justice Productions, Andrew Wyly Film Company y Fine Lookin’ Productions; se estrenó el 1 de agosto de 2013.

## Sinopsis
Un importante terrorista de Medio Oriente está preparando un gran ataque en Estados Unidos, uno de sus objetivos es explotar una potente bomba atómica en el medio de una ciudad.